# シマダユウキ
シマダ ユウキ（1987年3月14日 - ）は、音楽プロデューサー、ソングライター、編曲家。静岡県出身。別名義としてYuuki Shimada、rabbitman、SMDYUKなどがある。

## 楽曲提供
あっとくん
- 「マッドディペンデンス」（共作詞・作曲・編曲）（作詞はあっとくんと共作）
- 「ブラッティーメアリー」（共作詞・作曲・編曲）（作詞はあっとくんと共作）
- 「aNSWER」（共作詞・作曲・編曲）（作詞はあっとくんと共作）
- 「瞬間パラドクス」（共作詞・作曲・編曲）（作詞はKanako Katoと共作）
- 「Aces」（共作詞・作曲・編曲）（作詞はKanako Katoと共作）
- 「東京深夜シンドローム」（作詞・作曲・編曲）

ALICE S.O.S. (プロデュース)
- 「UNKNOWN LIFE♡」
- 「コピペのようなじかん」
- 「NO TITLE STORY」
- 「VERY SHORT」
- 「My Superman(Cover)」（編曲・プログラミング）
- 「LABYRINTH」

and darling
- 「SAYONARA JAANE」（作詞・作曲・編曲）
- 「SYURABUN」（編曲）

SKE48
- 「Gonna Jump」（作曲）

NMB48
- 「Good-bye, Guitar」（共作曲）（作曲は岩崎誠司と共作）

かんだま
- 「しじみ」（編曲）

劇場版ゴキゲン帝国
- 「行けたら行く」（共作曲・編曲）
- 「売れたいカプリッチョ」（作曲・編曲）
- 「スタンドアップ」（作曲・編曲）
- 「STRONG SAKE!!」（編曲）[3]

ジャニーズ事務所関連
- KAT-TUN
  - 「SUMMER EMOTION」（共作詞・作曲・共編曲）※rabbitman名義
- Hey! Say! JUMP
  - 「今夜貴方を口説きます」（共作曲・共編曲）※SHIMADA名義
  - 「ルーレット」（共作曲）※SMDYUK名義

sherbet
- 「Giant Killing - sherbet taste.」（共作詞・共作曲）

Juliet
- 「Our Life Song」（共作詞・作曲・編曲）
- 「Aqua」（共作詞・共作曲・編曲）
- 「天の川」（共作詞・作曲・編曲）（共作詞・作曲・共編曲）
- 「ウェザリポSunset」（共作詞・作曲・編曲）
- 「かけがえないもの」（共作曲・編曲）
- 「消えない花火」（共作曲）
- 「SURF MOON」（共作詞・作曲・編曲）
- 「白い三日月」（作曲・編曲）
- 「ずっと」（共作詞・共作曲）
- 「Special Bay」（共作詞・作曲・編曲）
- 「拝啓」（共作詞・共作曲・編曲）
- 「真夏のビーナス」（共作詞・作曲・編曲）

タナベエミ
- 「どうせ終わる恋をわざわざはじめて、」

月宮雫
- 「明日へマーチ!」（作曲・編曲）
- 「笑ってこう!」（作曲・編曲）

MOTOR HOTEL
- 「Giant Killing」（共作詞・共作曲）

めあくら
- 「Last Love」（作詞・作曲・編曲）

山崎裕也
- 「キミガイイノニ」（編曲）

ヤンチャン学園 音楽部
- 「Rainbow」（作曲・編曲）

レイヤードストーリーズ ゼロ（スマートフォンアプリ）関連
- ミシャラ (CV:高野麻里佳)
  - 「Impossible Love」（共作詞・共作曲・共編曲）
- イオン (CV:白砂沙帆)
  - 「ネガイゴト」（共作詞・共作曲・共編曲）

### その他
- 木村拓哉「Speaking to world」「A Piece Of My Life」コーラス
- 山崎裕也 Digital EP「When I Think About」編曲・ミキシング・マスタリング
- スマホRPG アルケミアストーリー ゲーム内音楽制作
- 高校生対抗eスポーツ大会 STAGE:0 イベント及び番組使用音楽制作